# Селище опитного хозяйства центральної торфо-болотної опитної станції
О́питного хозя́йства центра́льної то́рфо-боло́тної о́питної ста́нції (рос. Опытного хозяйства центральной торфо-болотной опытной станции) — селище у складі Дмитровського міського округу Московської області, Росія.
Стара назва — селище ОПХ ЦТБОС.

## Розташування
Селище розташоване на північ від Дмитрова, на березі Каналу імені Москви, поруч із річкою Яхрома.

## Населення
Населення — 46 осіб (2010; 55 у 2002).
Національний склад (станом на 2002 рік):
- росіяни — 100 %